# 천문연감
《천문연감》 (The Astronomical Almanac)은 미국 해군천문대 (USNO)와 영국 국왕 해상 연감 사무소 (HMNAO)에서 발행하는 연감인데, 전 세계의 많은 과학자들이 제공한 데이터도 포함하고 있다. 이 연감은 새로운 국제 천문 연맹 결의안을 최초로 포함하는 간행물이면서, 근본적인 천문 데이터에 대한 세계적인 자원으로 인정된다. 연감에는 주로 태양계 천체력과 일부 항성 및 외부은하 물체의 카탈로그가 포함되어 있다. 자료는 섹션별로 표시되는데 각 섹션에서는 특정한 천문학적 범주를 다루고 있다. 이 책에는 자료, 설명 및 예제에 대한 참조도 포함되어 있다. 이 연감은 실제 일자보다 1년 앞서 출간된다.
《천문연감 온라인》(Astronomical Almanac Online)은 인쇄본과 함께 제공된다. 천문연감 온라인은 인쇄본의 데이터를 중복해서 보여주기 위한 것이 아니라 출판의 범위를 넓히기 위해 설계되었다. 보조 정보 외에도 천문연감 온라인에서는 기계가 읽을 수 있는 형식으로 가장 잘 표현된 데이터를 제공하여 인쇄 버전을 확장하고 있다.

## 게재 내용
섹션 A
현상: 계절, 달의 위상, 행성의 구성, 일식, 수성 또는 금성의 통과, 일출/세트, 월출/세트 시간 및 황혼 시간에 대한 정보를 포함한다. 이러한 데이터의 프리프린트가 USNO와 HMNAO의 다른 공동 간행물인 《천문학 현상》(Astronomical Phenomena) 지에 게재된다.
섹션 B
시간 척도 및 좌표계: 달력 정보, 시간 척도 간의 관계, 보편시와 항성시, 지구 자전각, 다양한 천체 좌표계의 정의, 프레임 편향, 세차, 기동, 기울기, 중간 시스템, 위치 및 속도, 지구, 그리고 북극성의 좌표를 포함한다. 이러한 데이터의 프리프린트는 《천문학 현상》에도 게재된다.
섹션 C
태양; 황도 및 적도 좌표, 물리적 천문력, 지구 중심 직교 좌표, 이동 시간 및 시차를 포함하여 태양에 대한 자세한 위치 정보를 다룬다.
섹션 D
달: 위상, 궤도 및 회전의 평균 요소, 평균 월 길이, 황도 및 적도 좌표, 천문위, 물리적 천문력을 포함하여 달에 대한 자세한 위치 정보를 포함한다.
섹션 E
행성: 진동 궤도 요소, 태양 중심 황도 및 지구 중심 적도 좌표, 물리적 천체력을 포함하여 각 주요 행성에 대한 자세한 위치 정보로 구성된다.
섹션 F
자연위성 화성, 목성, 토성(고리 포함), 천왕성, 해왕성 및 명왕성의 위성에 대한 위치 정보를 다룬다.
섹션 G
왜소 행성 및 소형 태양계 천체: 일부 왜행성에 대한 위치 및 물리적 데이터, 밝은 소행성 및 주기 혜성에 대한 위치 정보를 포함되어 있다.
섹션 H
항성 및 항성계: 밝은 별, 쌍성, UBVRI 표준, ubvy 및 H 베타 표준, 분광 광도계 표준, 시선 속도 표준, 변광성, 외계 행성 및 호스트 별, 밝은 은하, 산개 성단, 구상 성단, ICRF2 전파원 위치, 전파 플럭스 교정기, X선 소스, 퀘이사, 펄서 및 감마선 소스가 포함되어 있다.
섹션 J
관측소: 관측소 이름, 위치, MPC 코드 및 기기의 알파벳 순서 및 국가별 전 세계 색인이 있다.
섹션 K
테이블 및 데이터: 율리우스력 날짜, 선택된 천문 상수, 시간 척도 사이의 관계, 천구의 극 좌표, 지상 좌표의 감소, 보간 방법, 벡터 및 행렬을 포함한다.
섹션 L
메모 및 참조: 연감에서 찾은 소스 자료에 대한 데이터 및 참조에 대한 메모를 제공한다.
섹션 M
용어집: 위치 천문학에 중점을 둔 많은 단어와 구에 대한 용어와 정의가 포함되어 있다.

## 출판 이력
《천문연감》은 영국과 미국의 《항해 연감》의 직계 후손이다. British Nautical Almanac and Astronomical Ephemeris는 1766년부터 출판되었으며 1960년에 The Astronomical Ephemeris 로 이름이 변경되었다. American Ephemeris and Nautical Almanac는1852년부터 출판되었다. 1981년에 영국과 미국의 출판물이 《천문연감》(The Astronomical Almanac )의 제목으로 통합되었다.

## 천문 연감의 설명 부록
《천문연감 설명 부록》(Explanatory Supplement to the Astronomical Almanac)은 현재 제3판(2013년)이 출판되었는데, 이곳에서는 《천문연감》의 사용법과 《천문연감》에서 사용하는 데이터 도출 방법에 대해 자세히 설명한다. 또한 데이터의 역사, 중요성, 출처, 계산 방법 및 사용을 다룬다. 이 연감은 주로 위치 데이터를 인쇄하기 때문에 이 책에서는 천문학적 위치를 얻는 기술에 대해 자세히 설명하고 있다. 부록의 이전 판은 1961년과 1992년에 출판되었다.

## 같이 보기
- 《American Ephemeris and Nautical Almanac》 (제호)
- 천체력 (일반 기사)
- 연감 (일반 기사)
- 해상 연감 (일반 기사)
- 《The Nautical Almanac》(1767년부터 1959년까지 다양한 제호로 표시되다가 1960년 이후에는 (영국/미국 공동 발행의) 특정한 공식 제호로 등장한 특정한 일련의 (영국의 공식) 출판물로 친숙한 이름임)
- Jet Propulsion Laboratory Development Ephemeris ( 《천문연감》에서 사용)